# Ion I.C. Brătianu

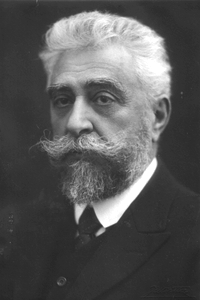
Ion I. Constantin Brătianu

Ion(el) Ion Constantin Brătianu, bijgenaamd de Jongere (Ștefănești, 20 augustus 1864 – Boekarest, 24 november 1927) was een Roemeens politicus. Hij was meerdere malen premier en minister.

## Achtergrond en opleiding
Ion Brătianu behoorde tot de bekende Roemeense familie Brătianu. De Brătianu's waren grootgrondbezitters. Zijn vader was Ion Constantin Brătianu, een leidend liberaal politicus uit de 19de eeuw. Hij was de broer van Vintilă Brătianu en Dinu Brătianu.
Ion Brătianu werd geboren op het landgoed Florica in Ștefănești, Argeș district. Hij voltooide zijn middelbareschoolopleiding aan het prestigieuze Nationale College Sint Sava in Boekarest (1882). Hij nam dienst in het leger, bij de artillerie, en bereikte uiteindelijk de rang van tweede luitenant. Tijdens zijn dienstplicht volgde hij enkele cursussen techniek. In 1883 ging hij naar Parijs en studeerde aan het Collège Saint-Barbe en volgde daarna een studie (zonder als student te zijn ingeschreven), aan de École Polytechnique (1884-1889). Hij verwierf het ingenieursdiploma, maar geen licentie om het ingenieursvak te praktiseren.
In 1889 keerde hij naar Roemenië terug en vervulde taken binnen het leger. Hij werd uiteindelijk gepromoveerd tot luitenant. Later dat jaar werkte hij onder Anghel Saligny als ingenieur bij de spoorwegen.

## Politieke carrière
Ion Brătianu werd in 1895 als kandidaat van de Nationaal-Liberale Partij (PNL) voor het kiesdistrict Gorj als representant van de landadel in het parlement gekozen. In 1899 behoorde hij tot de meerderheid van leden die vóór de opname van de rechtervleugel Roemeense Sociaaldemocratische Werkerspartij (opgericht in 1893) in de Nationaal-Liberale Partij stemden.
Brătianu was rond de eeuwwisseling minister van Openbare Werken (31 maart 1897 - 30 maart 1899; 14 februari 1901 - 18 juli 1902), minister van Buitenlandse Zaken (9 januari 1902 - 21 december 1904) en later minister van Binnenlandse Zaken (12 maart 1907 - 27 december 1908). Tijdens zijn ministerschap van Binnenlandse Zaken vond de Roemeense Boerenopstand van 1907 plaats tegen de uitwassen van het grootgrondbezit, die hardhandig werd onderdrukt door het leger. Ondanks de onderdrukking van de boerenopstand ten gunste van de grootgrondbezitters, bepleitte hij als partijleider (sinds 1909) van de Nationaal-Liberale Partij een landhervorming.

### Eerste premierschap
Op 9 januari 1909 werd Brătianu voor de eerste keer premier. Hij volgde Dimitrie Alexandru Sturdza op als minister-president. Naast het premierschap was hij ook minister van Buitenlandse Zaken (9 januari 1909 - 30 oktober 1909) en van Binnenlandse Zaken (9 januari 1909 - december 1909; februari - 9 januari 1911). Tijdens zijn eerste premierschap toonde hij reserves voor de vervanging van de Roemeense grondwet van 1866 door een volledig democratische grondwet. Hij maakte echter wel plannen voor een gematigde landhervorming die niet al te ongunstig zou uitpakken voor de grootgrondbezitters. Ook wilde hij door een kiesrechthervorming de positie van de boeren in het parlement versterken. Zijn plannen voor de landhervorming werden gesteund door koning Carol I van Roemenië en de Conservatieve Partij (PC). Van de landhervorming zelf kwam het echter niet, omdat zijn kabinet in 1911 werd vervangen door die van Petre P. Carp, die de landhervorming op zijn beloop liet gaan.

### Eerste Wereldoorlog
Op 15 januari 1914 werd Brătianu opnieuw premier. Hij werd ook minister van Oorlog en sinds 1916 ook minister van Buitenlandse Zaken. Toen in juli 1914 de Eerste Wereldoorlog uitbrak kwam er een grote verdeeldheid in Roemenië aan het licht. Ongeveer net zoveel Roemenen waren voorstanders van deelname aan de oorlog aan de zijde van de Entente mogendheden (om zo o.a. Transsylvanië en Boekovina, streken waar veel Roemenen woonden, te veroveren) als tegenstanders van deelname aan de oorlog. Het grootste deel van de PC stond achter de laatste mening, terwijl het grootste deel van de PNL achter de eerste mening stond. Daarnaast was er ook nog een kleine, doch invloedrijke groep rondom koning Carol I en Petre Carp, die deelname aan de oorlog aan de zijde van de centrale mogendheden voorstond. Koning Carol I en ex-premier Carp vond dat Roemenië, als lid van de Driebond (de kern van de centrale mogendheden), verplicht was aan de zijde van Duitsland en Oostenrijk-Hongarije ten strijde te trekken tegen de landen van de Entente. Brătianu, pro-Ententegezind, was tegen de plannen van de koning en Carp. Hij wilde Roemenië buiten de strijd houden, en wanneer de Entente aan de winnende hand zou zijn, moest Roemenië pas aan de strijd tegen de Centralen gaan deelnemen. Mocht de Entente het slecht doen in de oorlog, dan zou Roemenië neutraal blijven. In ieder geval moest Roemenië volgens Brătianu nog enige tijd buiten de strijd blijven. Wel zorgde Brătianu ervoor dat Roemenië en Italië, een ander lid van de Driebond, een verdrag sloten om voorlopig buiten de oorlog te blijven. Op 14 oktober 1914 overleed Carol I en werd opgevolgd door koning Ferdinand I van Roemenië. Anders dan koning Carol, was Ferdinand net als Brătianu pro-Entente en moedigde zijn premier aan om geheime besprekingen te voeren met diplomaten van de Entente mogendheden over Roemenië's deelname aan de strijd. In 1916 sloeg de stemming in Roemenië, zeker na de successen van de Entente, om. Veel Roemenen wilden dat hun land deel zou nemen aan de strijd aan de zijde der Entente om zo een "Groot-Roemenië" te verwezenlijken.
In augustus 1916 verklaarde Roemenië de oorlog aan Oostenrijk-Hongarije en was Roemenië's deelname aan de strijd een feit. Aanvallen van het Roemeense leger op Oostenrijk-Hongaarse troepen in Transsylvanië (Zevenburgen) werden beantwoord met een groot tegenoffensief: De Centralen verdreven de Roemeense leger tot diep in Walachije en Boekarest werd bezet. Koning Ferdinand, premier Brătianu en de rest van de regering weken uit naar Iași. Moldavië bleef als enig landdeel onder bestuur van de regering in Iași. Dankzij Russische steun wist het Roemeense leger verdere offensieven van de Duitsers en Oostenrijk-Hongaren af te slaan. De situatie voor de Roemenen verslechterde verder na de Oktoberrevolutie (1917) in Rusland, waarna de Bolsjewieken aldaar aan de macht kwamen. De Bolsjewieken sloten op 3 maart 1918 de Vrede van Brest-Litovsk met de Centralen en de Russische steun aan Roemenië viel weg. Reeds eerder, op 9 februari 1917, was Brătianu genoodzaakt om een wapenstilstand met de Centralen te ondertekenen.
Koning Ferdinand benoemde op 9 februari 1918 generaal Alexandru Averescu tot premier. Generaal Averescu kreeg de opdracht om met de Centralen te onderhandelen over een vredesverdrag. Op 18 maart sloten de Centralen en de regering van Roemenië op het Kasteel Buftea (residentie van prins Barbu Știrbei) een preliminair vredesverdrag. Averescu werd hierna vervangen door de gematigd pro-Duitse Alexcandru Marghiloman die op 7 mei 1918 de voor Roemenië nadelige Vrede van Boekarest tekende. Het vredesverdrag werd - na enig uitstel - geratificeerd door het parlement, maar de koning weigerde zijn handtekening onder het verdrag te zetten. In oktober 1918, toen het tij voor de Centralen begon te keren, werd het verdrag door het parlement verworpen. Brătianu, die volgens het vredesverdrag berecht moest worden, werd hierna van verdere rechtsvervolging ontslagen. Op 24 oktober 1918 benoemde de koning generaal Constantin Coandă tot premier. Hij werd gesteund door de PNL van Brătianu. Op 10 november 1918 verklaarde Roemenië de Centralen opnieuw de oorlog en Transsylvanië en Boekovina. Op 11 november werd de wapenstilstand te Compiège met de Duitsers gesloten en kwam er een einde aan de Eerste Wereldoorlog.

### Derde kabinet en steun aan Averescu
Socialistische agitatie, zoals een grote staking in Boekarest in december 1918 brachten het kabinet-Coandă ten val. Brătianu werd op 14 december 1918 opnieuw premier en minister van Buitenlandse Zaken. Tijdens de besprekingen die in 1919 leidden tot het Verdrag van Versailles, stond Brătianu pal achter de eisen van de Roemeense nationalisten, namelijk de officiële erkenning van het Koninkrijk Groot-Roemenië. Hij behaalde grote successen tijdens de onderhandelingen, maar trad uiteindelijk als premier af omdat hij tegen het compromisvoorstel was om bepaalde door Roemenen bevolkte gebieden aan Joegoslavië toe te kennen. Ondanks zijn aftreden, was hij een internationaal gezien politicus geworden, niet alleen vanwege zijn standvastigheid, maar ook vanwege het feit dat hij Roemeense troepen naar Hongarije zond om de communistische radenrepubliek van Béla Kun ten val te brengen.
Het Groot-Roemeense ideaal dat in 1918 verwezenlijkt was, en in 1919 officieel werd erkend door de Entente, bleek belangrijke (politieke) problemen met zich mee te brengen. Zo verdween de Conservatieve Partij van het politieke toneel en bleek de PNL in de Roemeense Nationale Partij, de Volkspartij van Averescu en de Boerenpartij. In december 1919 vormde Alexandru Vaida-Voevod van de Roemeense Nationale Partij een kabinet. Vaida-Voevod stond, gesteund door de Volkspartij en - vooral de centrumlinkse - Boerenpartij een radicale versie van de landhervormingsplannen van Brătianu voor. Brătianu was hier sterk op tegen. Hij zorgde hierna voor een alliantie tussen de PNL en de Volkspartij (PP) van Averescu. In ruil voor een gematigde politiek, beloofde Brătianu Averescu en de PP te zullen steunen. In de perioden dat Averescu premier was (1920-1921 en 1926-1927) ontving hij de steun van de PNL.

### Nogmaals premier
Van 19 januari 1922 tot 30 maart 1926 was Brătianu nogmaals premier. Dit vierde kabinet-Brătianu nam de grondwet van 1923 door. Deze grondwet voorzag in algemeen kiesrecht en rechten voor de minderheden. De grondwet was ook centralistisch gericht. Tegenstanders van Brătianu (leden van de Roemeense Nationale Partij en de Boerenpartij) verweten hem op deze wijze de positie van de Moldaviërs en Walachen te versterken, ten koste van de Roemenen uit de "nieuwe gebieden."
De verkiezingen van 1926 werden gewonnen door de nieuw opgerichte Nationale Boerenpartij (fusie van de Boerenpartij en de Roemeense Nationale Partij). Koning Ferdinand was bevreesd voor de radicale hervormingsplannen van de Nationale Boerenpartij en benoemde generaal Averescu opnieuw tot premier. Averescu werd weer gesteund door de PNL van Brătianu. Deze steun werd echter abrupt stopgezet toen Brătianu erachter kwam dat Averescu in het geheim plannen smeedde om de regentschapsraad die na de dood van koning Ferdinand (1927) was ingesteld af te schaffen en te vervangen door het koningschap onder prins Carol. Na het aftreden van Averescu, steunde Brătianu de brede coalitie onder prins Barbu Știrbei.
Op 21 juni 1927 werd Brătianu voor de vijfde en laatste maal minister-president (en minister van Buitenlandse Zaken). Ion Brătianu overleed op 24 november 1927 in Boekarest aan de gevolgen van een ontsteking van het strottenhoofd. Zijn broer, Vintilă Brătianu, minister van Financiën in het laatste kabinet van Ion Brătianu, volgde hem op als premier.
Ion Brătianu was voor de eerste keer getrouwd met Maria, prinses Moruzzi-Cuza. Uit dit huwelijk werd de historicus Gheorghe I. Brătianu geboren. Hierna trouwde hij met prinses Elisa Știrbei.

## Verwijzingen
1. ↑  Hij behield deze post tot aan de zomer van 1916, en vertrouwde haar dan toe aan zijn broer, Vintilă
2. ↑  14-18, De Eerste Wereldoorlog, blz. 712-716, hoofdred.: Drs. R.L. Schuursma
3. ↑  De koning en Brătianu konden het altijd goed met elkaar vinden, hun politieke ideeën weken weinig van elkaar af. De koning bleef zijn hele leven lang zijn politieke bondgenoot
4. ↑  De reden waarom Brătianu niet direct tot premier werd benoemd hangt samen met de annulering van de gerechtelijke stappen tegen hem, welk proces nog niet geheel was voltooid